# Shoji Nonoshita

Shoji Nonoshita (埜下 荘司, Nonoshita Shoji) est un footballeur japonais né le 24 mai 1970 à Osaka, au Japon. Il évoluait au poste de défenseur et a marqué l'histoire du football japonais par ses performances solides tant en club qu'en sélection nationale. Nonoshita est reconnu pour son engagement, sa discipline tactique et son sens du jeu défensif.

## Biographie
Shoji Nonoshita a commencé sa carrière professionnelle au début des années 1990, à l’âge de 20 ans, après avoir été formé dans les écoles de football locales. Il a fait ses débuts avec le Gamba Osaka, un club de la J. League, où il a joué pendant plus de 10 saisons. Son parcours dans ce club a été marqué par une forte régularité et des performances défensives de haut niveau, contribuant à la solidité de la ligne arrière de l’équipe. Nonoshita a rapidement gagné en reconnaissance en raison de ses interventions décisives, de son jeu aérien et de son anticipation des passes adverses. Sa présence sur le terrain a été un élément clé dans le succès de Gamba Osaka au fil des années.
En 1998, Shoji Nonoshita fait partie de la sélection japonaise pour participer à la Coupe d'Asie où il a représenté son pays avec fierté. Bien que le Japon ne parvienne pas à remporter le titre, Nonoshita a été salué pour son sens tactique et son calme en défense. Ce tournoi lui a permis de confirmer son statut de défenseur fiable et d’obtenir plus de reconnaissance sur la scène internationale.
Sa carrière en club s’est poursuivie au fil des années, avec des passages dans divers clubs de la J. League, mais il a également joué un rôle essentiel dans le développement du football japonais au niveau de la sélection nationale. Nonoshita faisait partie d'une génération de footballeurs japonais qui ont posé les bases du football moderne au Japon, ouvrant la voie aux générations suivantes.
Après sa retraite en tant que joueur, Nonoshita s’est impliqué dans diverses activités liées au football, en tant qu'entraîneur et commentateur sportif. Il a partagé son expertise et son expérience avec les jeunes talents, contribuant ainsi au développement du football au Japon. Shoji Nonoshita reste un visage respecté dans le football japonais, apprécié pour son intégrité et son professionnalisme.

## Carrière en club
- Gamba Osaka (1990-2001) – Au cours de ses années avec Gamba Osaka, Nonoshita a été un pilier de la défense et un leader sur le terrain. Il a aidé le club à se stabiliser dans les premières années de la J. League et a joué un rôle central dans plusieurs campagnes réussies.
- Kashiwa Reysol (2002-2004) – Après son passage à Gamba Osaka, Nonoshita a poursuivi sa carrière au Kashiwa Reysol, un autre club de la J. League. Bien que moins de titres aient été remportés pendant cette période, il a continué à apporter son expérience et son professionnalisme au jeu de l’équipe.

## Carrière internationale
Shoji Nonoshita a été sélectionné pour l'équipe nationale du Japon à plusieurs reprises, principalement dans les années 1990. Il a pris part à de nombreux matchs amicaux et compétitions majeures, dont la Coupe d'Asie 1998 et les qualifications pour la Coupe du Monde de la FIFA. Bien qu'il ne soit pas considéré comme une star parmi les autres figures emblématiques de l'époque, son travail de l'ombre et son apport défensif ont été cruciaux pour la stabilité de la défense japonaise.

## Style de jeu
Nonoshita était connu pour son approche pragmatique du football, mettant l'accent sur l'aspect défensif du jeu. Il était un défenseur central robuste, doué dans les duels aériens, et sa lecture du jeu était sa force principale. Il savait où se positionner et quand intervenir, ce qui lui permettait de neutraliser efficacement les attaquants adverses. Bien qu’il ne soit pas un grand buteur, ses passes précises et sa capacité à relancer le jeu faisaient de lui un joueur précieux pour ses coéquipiers. Sa technique de tacle et son jeu en position étaient également remarqués par les analystes du football.

## Vie personnelle et après carrière
Après avoir pris sa retraite du football professionnel, Shoji Nonoshita a consacré son temps à la formation de jeunes joueurs, en travaillant avec des académies de football au Japon. En parallèle, il a également commencé à travailler comme commentateur sportif pour diverses chaînes de télévision japonaises, partageant ses connaissances et son expérience avec le public.
En dehors du football, Nonoshita est passionné par la culture traditionnelle japonaise et aime passer du temps avec sa famille. Il est également actif dans des œuvres de charité, soutenant des initiatives pour encourager les jeunes à participer au sport et à poursuivre une carrière saine et épanouissante.